# Vorderer Plattenkogel
Vorderer Plattenkogel är en bergstopp i Österrike.   Den ligger i distriktet Lienz och förbundslandet Tyrolen, i den centrala delen av landet, 300 km väster om huvudstaden Wien. Toppen på Vorderer Plattenkogel är 2 561 meter över havet.
Terrängen runt Vorderer Plattenkogel är huvudsakligen bergig, men åt sydväst är den kuperad. Runt Vorderer Plattenkogel är det ganska glesbefolkat, med 26 invånare per kvadratkilometer.. Närmaste större samhälle är Matrei in Osttirol, 13,9 km söder om Vorderer Plattenkogel. 
Trakten runt Vorderer Plattenkogel består i huvudsak av gräsmarker.